# Орешён
Орешён (швед. Åresjön) — озеро в Швеции, в лене Емтланд.
Озеро расположено на высоте 372 м над уровнем моря. Площадь озера составляет около 6,4 км², объём — 0,061 км³. Средняя глубина озера — 9,8 м, наибольшая — 19,2 м. Озеро покрыто льдом в период с конца ноября по начало мая.